# Meta (řeka)
Meta (španělsky Río Meta) je řeka v Jižní Americe, v Kolumbii (Meta, Casanare, Vichada, Arauca) a na dolním toku tvoří její státní hranici s Venezuelou (Apure). Je to levý přítok Orinoka Je 1000 km dlouhá.

## Průběh toku
Mnohé zdrojnice pramení na východních svazích Východní Kordillery a rychle stékají do roviny Llano Orinoco, přičemž vytvářejí Metu.

## Vodní režim
V létě dochází k silným povodním.

## Využití
Vodní doprava je možná od ústí k vesnici Marajal pod městem Puerto Lopes a také výše na rovinných úsecích zdrojnic Guatikija a Guajuriba. Hlavní přístavy jsou Puerto Carreño v ústí a Orocue.